# Irna Phillips
Irna Phillips (* 1. Juli 1901 in Chicago; † 23. Dezember 1973) war eine US-amerikanische Drehbuchautorin, Lehrerin und Schauspielerin.

## Leben
Phillips studierte Schauspiel an der University of Illinois at Urbana-Champaign und danach Journalismus an der University of Wisconsin–Madison. Da sie als Schauspielerin in den 1920er keine Aufträge erhielt, arbeitete sie zunächst von 1925 bis 1930 als Lehrerin in Dayton. In den 1930 erschuf sie die Radiosoapshow Painted Dreams, die auf dem Radiosender WGN in Chicago ausgestrahlt wurde. Ebenso erschuf sie in den 1920er die Radioshow Woman in White. Ab 1937 erschien dann die Radiosendung Springfield Story, die Philips erdacht hatte. Mit Ken Corday, Ted Corday und Betty Corday erfand sie die Fernsehserie Zeit der Sehnsucht, die seit 1965 auf dem US-amerikanischen Fernsehsender CBS ausgestrahlt wird. Die Serie spielt in der fiktiven Stadt Salem. Irna Philips ist auch Ideengeberin und Drehbuchautorin der Seifenoper Jung und Leidenschaftlich – Wie das Leben so spielt, die von 1956 bis 2010 auf CBS gesendet wurde. Philips war verheiratet und hatte zwei Kinder.